# David J. Kimball
David J. Kimball (* vor 1978) ist ein US-amerikanischer Tonmeister.

## Leben
Kimball begann seine Karriere Ende der 1970er Jahre und hatte sein Filmbedüt mit der Actionkomödie Stingray. Mit Schuld daran ist Rio, Ein ganz verrückter Sommer und Nochmal so wie letzte Nacht arbeitete er an drei frühen Filmen von Demi Moore. 1981 war er für Wie ein wilder Stier gemeinsam mit Donald O. Mitchell, Bill Nicholson und Les Lazarowitz für den Oscar in der Kategorie Bester Ton nominiert, der Preis ging in diesem Jahr jedoch an Irvin Kershners Science-Fiction-Film Das Imperium schlägt zurück.
Neben seiner Arbeit für den Film war er gegen Ende seiner Karriere auch an einigen wenigen Fernsehproduktionen beteiligt, darunter zwei Fernsehfilme der Perry-Mason-Reihe im Jahr 1987, gleichsam seine letzten Arbeiten im Film- und Fernsehgeschäft.

## Filmografie (Auswahl)
- 1978: Stingray
- 1980: Der letzte Countdown (The Final Countdown)
- 1980: Wie ein wilder Stier (Raging Bull)
- 1980: Xanadu
- 1981: Yukon (Death Hunt)
- 1981: Kein Mord von der Stange (Looker)
- 1982: Nightshift – Das Leichenhaus flippt völlig aus (Night Shift)
- 1984: Electric Dreams
- 1984: Flucht zu dritt (Mrs. Soffel)
- 1984: Schuld daran ist Rio (Blame It on Rio)
- 1985: Die rabenschwarze Nacht – Fright Night (Fright Night)
- 1986: Ein ganz verrückter Sommer (One Crazy Summer)
- 1986: Nochmal so wie letzte Nacht (About Last Night...)

## Auszeichnungen
- 1981: Oscar-Nominierung in der Kategorie Bester Ton für Wie ein wilder Stier